# 65 nanômetros
65 nanômetros (nm 65) é um processo avançado de litografia em nó, que é usado em volume na fabricação de semicondutores CMOS. O valor do comprimento de um transistor(isso é entre transistor - gate) pode chegar a um valor tão baixo quanto 25 nm em um processo de 65 nm, nominalmente, enquanto o passo entre duas linhas pode ser maior que 130 nm. Para comparação, os ribossomos celulares possuem cerca de 20 nm ponta-a-ponta. Um cristal de silício a granel tem uma estrutura constante de 0,543 nm. Em setembro de 2007 Intel, AMD, IBM, UMC, Chartered e TSMC começaram a produção de chips de 65 nm.

## Exemplo:Processador Fujitsu 65nm
- Comprimento Gate: 30 nm (high-performance) a 50 nm (low-power)
- Tensão do núcleo: 1.0 V
- Layout de interconexão 11Cu usando nano-ligações de silica utilizando o dielétrico superbaixo k(k=2.25)
- Pitch: 180 nm
- Nickel silicide source/drain
- Espessura do Gate: 1.9 nm (n), 2.1 nm (p)
- «link to press release»
- «link to presentation» (PDF)

## Processadores que usam a tecnologia de 65nm
- Intel Pentium 4 – 2006-01-16
- Intel Pentium D 900-series – 2006-01-16
- Intel Celeron D – 2006-05-28
- Intel Core – 2006-01-05
- Intel Core 2 – 2006-07-27
- Intel Xeon – 2006-03-14
- AMD Athlon 64 – 2007-02-20
- AMD Turion 64 X2 - 2007-05-07
- AMD Phenom series
- IBM Cell Processor - PlayStation 3 - 2007-11-17
- Microsoft Xbox 360 "Falcon" CPU - 2007-09
- Microsoft Xbox 360 "Jasper" GPU - 2008-09
- Sun UltraSPARC T2 – 2007-10
- AMD Turion Ultra – 2008-06[1]
- TI OMAP 3[2] - 2008-02
- VIA Nano - 2008-05